# Rigborg Brockenhuus
Rigborg Brockenhuus (født 3. juli 1579 på Nyborg Slot, død 16. september 1641) var en dansk adelsdame.
Brockenhuus var datter af Laurids Brockenhuus og blev født på Nyborg Slot den 3. juli 1579.
Sammen med flere unge adelige jomfruer blev hun i 1597 forskreven til den unge dronnings jomfrukammer - dog skulle jomfruerne først være på Nykøbing Slot hos enkedronningen «til tugtelse». Kort og skæbnesvangert blev Rigborgs ophold ved Hove.
I foråret 1599, mens kongen var på togt til Nordkap, måtte hun med skam flygte fra hoffet til Lindved. Her boede Brockenhuus´ moster, som var gift med hendes fætter, Erik Bille. På Lindved fødte hun den 24. juli 1599 en søn, hvis far var kongens kammerjunker Frederik Rosenkrantz til Rosenvold. Denne var forinden flygtet til Hamborg, men blev på kongens foranstaltning hentet tilbage, og kongen lod derefter begge tiltale for hor.
Den 15. oktober blev dommen afsagt: Rosenkrantz skulle miste to fingre og være æreløs, men Brockenhuus skulle indsættes i fængsel på livstid.
Laurids Brockenhuus havde anlagt en særskilt sag mod Rosenkrantz, der fik samme udfald, men dommen blev formildet derhen, at han skulle i krigen i Ungarn, hvor han et par år senere omkom.
Brockenhuus blev tillige med en pige indemuret i et værelse på Egeskov og sad indespærret her til sin fars død i 1604. Indespærringen kan nærmest sammenlignes med nutidig isolationsfængsling, dog uden gårdture. I 1604 blev hun dog løsladt, men fik dog først i 1607 på Enkedronningens forbøn tilladelse til at gå i kirke. Hun forblev boende hos sin mor, så længe hun levede, og inden sin død udvirkede moren en kongelig tilladelse for hende til at bo dels i Odense og dels på Nybøllegaard i Hillerslev Sogn, som derefter på skift efter forældrene udlagdes til hende. Disse to steder havde hun kun tilladelse til at forlade for at gå i sognekirke.
Brockenhuus førte derefter et stille liv, æret og agtet af sine omgivelser, til sin død den 16. september 1641. Sønnen, der bar sin faders slægtsnavn, fik siden anerkendelse af slægten Rosenkrantz.
I Gehejmearkivet opbevares en gammel slægtebog, der tilskrives Rigborg Brockenhuus, men de svage beviser for denne slægtebogs rigtighed er vistnok kun, at den er kommet fra Rosenvold, og at der i den ved hendes navn kun står skrevet det suk: «Gud husvale alle bedrøvede».